# Short Belfast
El Short Belfast (o Shorts Belfast) fue un carguero turbohélice de carga pesada, fabricado por el constructor británico Short Brothers en Belfast. Sólo se construyeron 10 aviones, que entraron todos en servicio con la Real Fuerza Aérea (RAF), que los operó bajo la designación Short Belfast C.1.
Tras su entrada en servicio, el Belfast era el avión más grande que las fuerzas armadas británicas habían operado hasta ese momento. También destacó por ser el primer avión diseñado desde el principio para estar equipado con un sistema completo de aterrizaje automático de "aterrizaje ciego". Tras la formación del Mando de Ataque de la RAF y una reorganización de los medios de transporte, la RAF decidió retirar todos sus transportes Belfast a finales de 1976.
Poco después de que la RAF retirara el modelo, se vendieron cinco Belfast y se pusieron en servicio civil en la aerolínea de carga TAC HeavyLift. Estos aviones civiles se utilizaron para el transporte chárter de diversas mercancías, incluso para la RAF. Un Belfast está en exhibición en el Museo de la RAF de Cosford. Un Belfast, anteriormente operado por Heavylift Cargo, yace abandonado en el aeropuerto de Cairns en Australia, y fue objeto de una disputa legal por las tarifas entre el aeropuerto y el propietario del avión, Flying Tigers.
En agosto de 2023, este antiguo avión de Flying Tigers se volvió a matricular en el registro de la FAA como N1819S, y fuentes locales informaron que se estaba trabajando para que el avión volviera a volar. Poco se sabe sobre los nuevos propietarios o los planes futuros para el avión, sin embargo, los rumores en línea dicen que el avión operará con un contrato de carga "local" a Queensland, Australia.

## Desarrollo

### Orígenes
El Belfast tiene su origen en los estudios realizados por el fabricante de aviones Short Brothers sobre la posibilidad de combinar una disposición de cuatro motores turbohélice Bristol Orion con una estructura de avión que había sido optimizada para transportar varios pertrechos militares a mediados de los años cincuenta. Se decidió continuar con estos estudios porque parte de la dirección de la empresa creía que era muy probable que se emitiera un requisito operativo por el que la Real Fuerza Aérea (RAF) solicitara un avión de este tipo en un futuro próximo, aunque Sir Matthew Slattery, presidente de Shorts, expresó sus dudas sobre la viabilidad de un avión de este tipo. Slattery creía que desarrollar un avión de este tipo desde cero carecería de perspectivas de mercado suficientes y, en cambio, alentó el uso de tantos componentes y sistemas del avión de transporte Bristol Britannia existente como fuera razonablemente posible, una medida que se consideró lógica y práctica, actuación que reduciría el tiempo y el coste de desarrollo, al tiempo que mejoraría la fiabilidad, con la desventaja de un menor rendimiento.
En marzo de 1957, Shorts presentó su primer folleto sobre su propuesta de avión de transporte, designado como PD.18 y con el nombre de Britannic para reflejar su ascendencia del Britannia. El PD.18 sólo se diferenciaba del Britannia en términos de su fuselaje y la altura de sus alas; las alas mismas, junto con la unidad de cola, los motores y la mayor parte del tren de aterrizaje y varios otros sistemas eran comunes a ambos modelos. El nuevo fuselaje de sección transversal circular era muy grande para la época, capaz de acomodar una carga de 12 pies cuadrados para el transporte de cargas voluminosas como unidades de radar y el misil balístico de alcance medio (MRBM) Blue Streak; también permitía transportar tropas a través de dos cubiertas separadas.
Durante 1957, quedó claro que había una clara necesidad dentro de la RAF de un carguero pesado. En consecuencia, pronto se emitió el Requisito Operativo ASR.371, que solicitaba un carguero de adquisición capaz de transportar una amplia gama de cargas militares a largas distancias. El avión previsto sería operado por el Mando de Transporte de la RAF. Las cargas militares previstas incluían artillería, más de 200 soldados, helicópteros y misiles guiados. En particular, la RAF emitió una mayor demanda de carga útil/alcance de 13 607 kg para ser transportado a una distancia de 6667 km, mayor de lo que el Servicio había estado considerando originalmente.
Para cumplir con los requisitos establecidos, Shorts procedió a desarrollar su propuesta original para el Britannic, que básicamente se extendió al Britannic III A. A medida que el diseño del avión propuesto fue revisado repetidamente, cada vez tenía menos en común con el Britannia anterior, incorporando una mayor proporción de componentes, secciones y sistemas completamente nuevos. Entre los cambios realizados se encontraba una nueva sección central del ala, que añadió alrededor de 5 m a la envergadura, y la adopción del motor Rolls-Royce Tyne. En enero de 1959, el Ministerio anunció la selección del diseño de Short para cubrir el requisito. En consecuencia, en febrero de 1959 se iniciaron formalmente los trabajos en el proyecto de Short, conocido con la designación interna SC.5/10. El 21 de diciembre de 1960 se firmó un contrato por un total de 10 cargueros, denominados Belfast C.1.
El 5 de enero de 1964, el prototipo del Belfast realizó su vuelo inaugural desde el aeropuerto de Sydenham, Belfast; el piloto de pruebas jefe Denis Taylor y una tripulación de seis personas volaron durante 55 minutos. Después de ese vuelo, Taylor declaró: "Fue el viaje más fácil que he tenido en mucho tiempo... Fue un verdadero placer volar el avión. Es una belleza". Los dos primeros aviones producidos estaban equipados con instrumentación específica para pruebas de vuelo y se utilizaron para completar las pruebas de desarrollo, que totalizaron aproximadamente 850 horas de vuelo; la certificación se realizó según los requisitos de la RAF y de la Autoridad de Aviación Civil (ARB). El primer aterrizaje automático se realizó después de sólo 120 horas de vuelo de pruebas, menos de lo estimado originalmente.
El 5 de octubre de 1964, el primero de tres Belfast volables partió de Irlanda del Norte hacia Torrejón de Ardoz, Comunidad de Madrid, España, para participar en dos semanas de pruebas de rendimiento; este fue el primer vuelo al extranjero realizado por este modelo. Según el presidente de Shorts Brothers, C.E. Wrangham, el Belfast tenía un punto de equilibrio previsto de 30 aviones. A pesar del pedido de sólo diez aviones, se decidió ensamblar el avión utilizando plantillas de producción.

### Derivados propuestos
Short propuso múltiples derivados del Belfast. A principios de la década de 1960 se discutieron dos versiones civiles principales del avión, designadas como SC.5/10A y SC.5/31. El SC.5/10A debía haber sido un carguero comercial derivado directamente del Belfast C.1, conservando gran parte de su diseño, como sus grandes puertas de carga traseras para acceder a la bodega de carga principal. La carga útil debía aumentarse a 39 t; según los informes, se podían sentar hasta 150 pasajeros en una sola cubierta, mientras que en una configuración de dos pisos se podían sentar hasta 288 personas.
La segunda variante civil que se ofreció, la SC.5/31, debía presentar una disposición de morro oscilante para fines de carga en lugar del diseño de puerta trasera utilizado en el modelo de avión de la RAF. Se afirmó que tanto la carga útil como el peso máximo al despegue serían considerablemente superiores a los de su predecesor. Una configuración propuesta para el SC.5/31 era la de avión transatlántico, transportando un máximo de 138 pasajeros en la cubierta superior y hasta 24 947 kg de carga paletizada en la cubierta inferior; se proyectó que sería capaz de volar una carga útil de 45 360 kg en la ruta Londres-Nueva York. Durante 1964, Short reveló que había contactado con British European Airways (BEA) con su propuesta para una versión grande de dos pisos para pasajeros de corta distancia del Belfast.
Se propusieron versiones militares adicionales del Belfast. El modelo SC.5/35 estaba destinado a ser un carguero estratégico capaz de realizar misiones de muy largo alcance, mientras que la SC.5/15 era una propuesta configuración de transporte táctico, afirmándose de esta última que requería muy pocas modificaciones respecto del avión existente. Se formuló un avión de transporte táctico más avanzado, designado como SC.5/21, para cubrir los requisitos del Requerimiento Operacional OR.351, que debía tener capacidades STOL (despegue/aterrizaje cortos). Estaba destinado a aprovechar un sistema de control de capa límite, que habría sido propulsado por un paquete extraíble de tres turbocompresores Rolls-Royce Limited instalados en una joroba sobre el fuselaje, que habrían descargado aire a alta presión sobre los flaps y las superficies de control de la cola y de las alas.
Quizás una de las modificaciones propuestas más extensas del diseño básico del Belfast, designado como SC.5/40, se realizaría en asociación con la firma aeroespacial estadounidense Lockheed Corporation. Para esta variante, el fuselaje del Belfast se habría combinado con el ala del Lockheed C-141 Starlifter, lo que habría permitido fácilmente la adopción de motores turborreactores en lugar de los turbohélices. Los motores especulados para propulsar esta variante incluían el Pratt & Whitney JT3D-3 (18 000 lb de empuje) o JT3D-8 (21 000 lb), Rolls-Royce Conway 550 (21 825 lb) o Bristol Siddeley BS.100 (27 000 lb aproximadamente). Shorts promovió fuertemente una propuesta ampliamente similar pero mejorada para el Requerimiento Operacional ASR.364, designada SC.5/45, en parte porque también permitiría producir un modelo casi idéntico con orientación civil para uso doméstico y de exportación, designado como SC.5/41. Se hicieron detalladas presentaciones de las propuestas SC.5/41 y SC.5/45 a British Overseas Airways Corporation (BOAC) y a la RAF respectivamente, pero no se recibió ningún encargo militar.

## Diseño

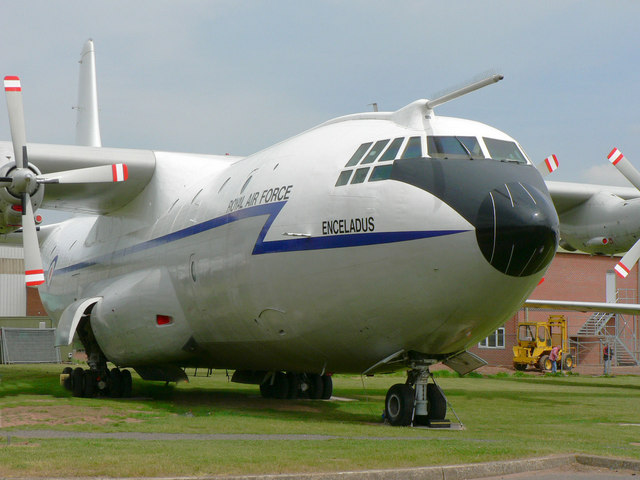
Belfast C.1 XR371 Enceladus, conservado en el Museo de la RAF de Cosford.

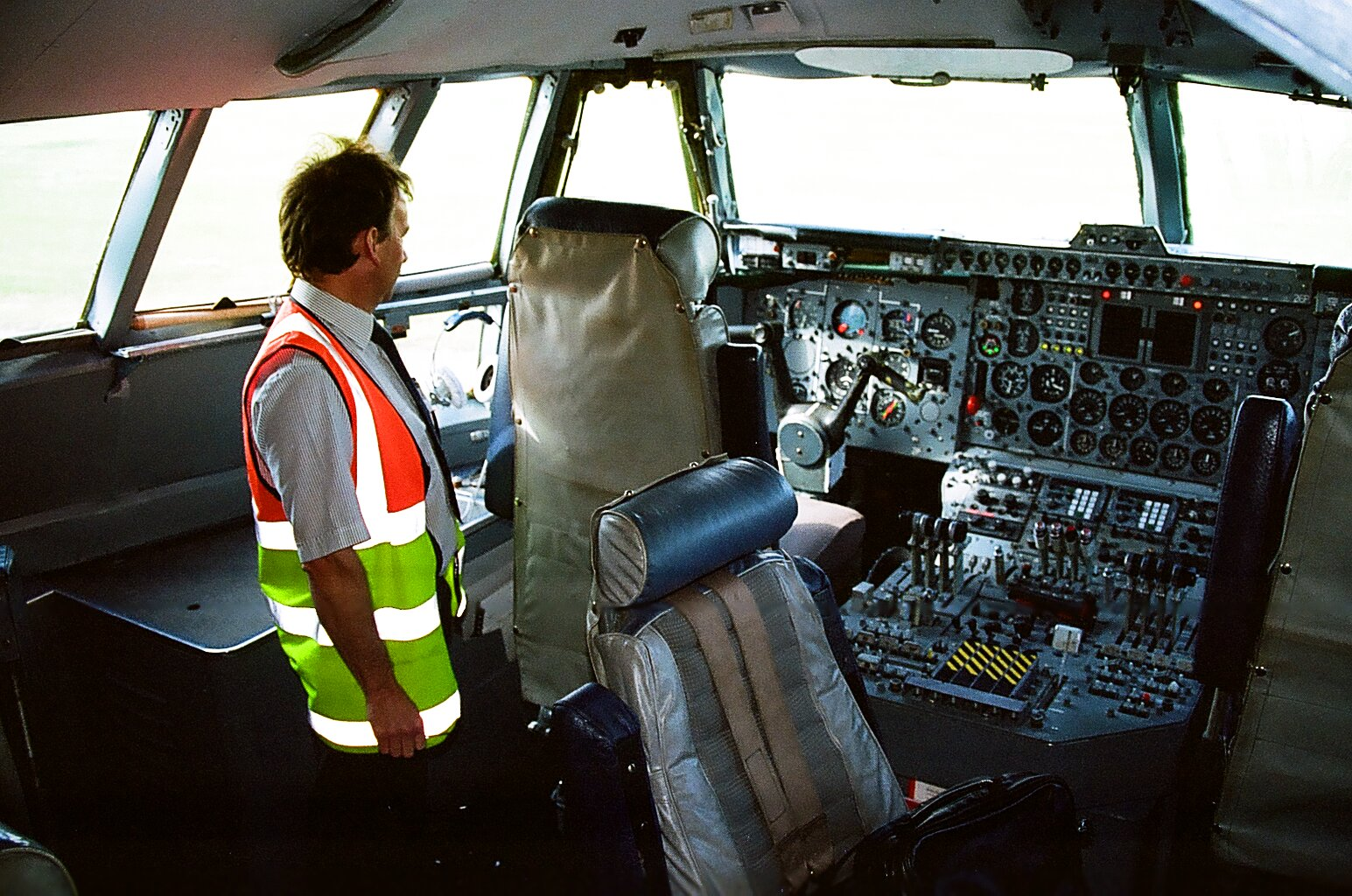
La espaciosa cabina del Short Belfast.

El Short Belfast era un gran avión de transporte estratégico de cargas pesadas. Presentaba un ala alta que llevaba cuatro motores turbohélice Rolls-Royce Tyne. Según la publicación aeroespacial Flight International, el diseño de los conjuntos de las superficies tanto de cola como del ala del Belfast se derivaban del Bristol Britannia. Uno de los cambios más importantes en el ala fue su conversión a ala húmeda, que fue realizada por Canadair. Hay pocos otros elementos comunes entre el Belfast y el Britannia, aunque se había previsto una proporción mucho mayor durante los diseños iniciales del avión.
El fuselaje del Belfast era un cilindro de diseño convencional, sometido a tensiones relativamente conservadoras. Fue desarrollado con una vida útil objetivo de 15 000 ciclos de presión, y se sometió a pruebas de fatiga utilizando un fuselaje completo sumergido en un tanque de agua. Se utilizaron principios de seguridad en el diseño de la gran puerta lateral, la rampa trasera y la puerta. Se utilizaron secciones en Z laminadas en la mayoría de las cuadernas y larguerillos del fuselaje, mientras que se utilizaron vigas tipo cajón donde se había previsto normalmente el ejercicio de cargas más pesadas que el promedio; la estructura carece de cualquier uso de forjados o miembros mecanizados.
Los controles de vuelo del Belfast incorporaron numerosas funciones desarrolladas por Bristol y Canadair, además de Shorts; las tres empresas habían colaborado intensamente en su desarrollo. Utilizaba el mismo sistema manual de servo-compensador que el utilizado en el Britannia, pero tenía algunas mejoras, especialmente en términos de control lateral a través de una configuración de spoiler más simple. Otros avances incluyen la vinculación del alerón de babor al timón para contrarrestar el balanceo adverso debido a la deflexión del timón, y el elevador está vinculado a los flaps para cancelar los cambios de compensación causados por las operaciones de los flaps. El Belfast estaba equipado con un sistema de aterrizaje completamente automático, producido por Smiths Aerospace, siendo el primer avión del mundo diseñado para ofrecer dicha capacidad desde el inicio del desarrollo. El sistema de piloto automático y control de vuelo, conocido como ASR 518, era tríplex en los canales de balanceo y cabeceo, con capacidad dúplex o simplex de emergencia. El sistema de aterrizaje por instrumentos comprendía muchas funciones, como un acelerador automático, un head-up display y un radioaltímetro.
A la cubierta de carga, 26 m en un fuselaje presurizado de sección circular de más de 4,9 m (suficientemente espacioso para dos autobuses de un piso), se llegaba a través de una "cola de castor" con puertas de carga traseras y rampa integral. Era lo suficientemente grande como para que las carretillas elevadoras pudieran trabajar dentro de la bodega de carga. El tren de aterrizaje principal constaba de dos bogies de ocho ruedas y un morro de dos ruedas. El Belfast era capaz de alcanzar un peso máximo de despegue (MTOW) de más de 100 toneladas: menos que el Antonov An-22 de 250 toneladas y el Douglas C-133 Cargomaster de 128 toneladas, pero más que el Lockheed C-130 Hercules. Podía transportar 150 soldados con equipo completo o varios vehículos, como un solo tanque Chieftain, o hasta tres vehículos blindados Alvis Saladin, o un par de helicópteros Westland Wessex, o hasta cuatro helicópteros Westland Whirlwind, o hasta seis helicópteros Westland Wasp o Westland Scout, o un par de misiles balísticos lanzados desde submarinos Polaris.

## Historia operacional

### Servicio con la RAF

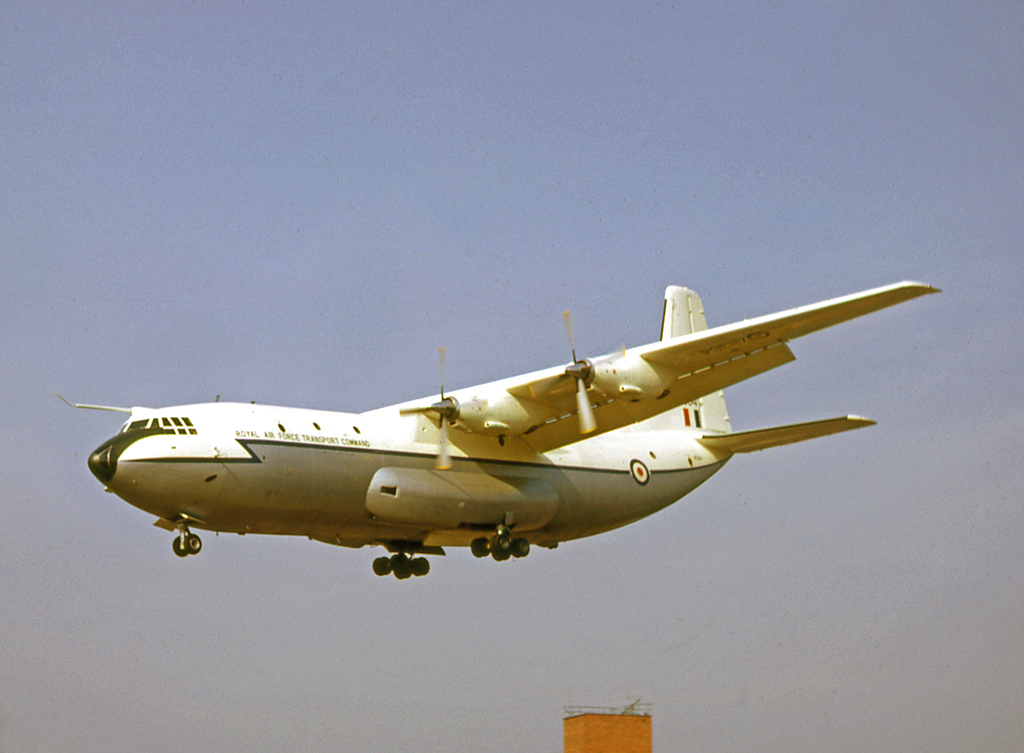
Belfast C.1 XR364 "Pallas" en servicio con el Escuadrón n.º 53 de la RAF del Mando de Transporte.

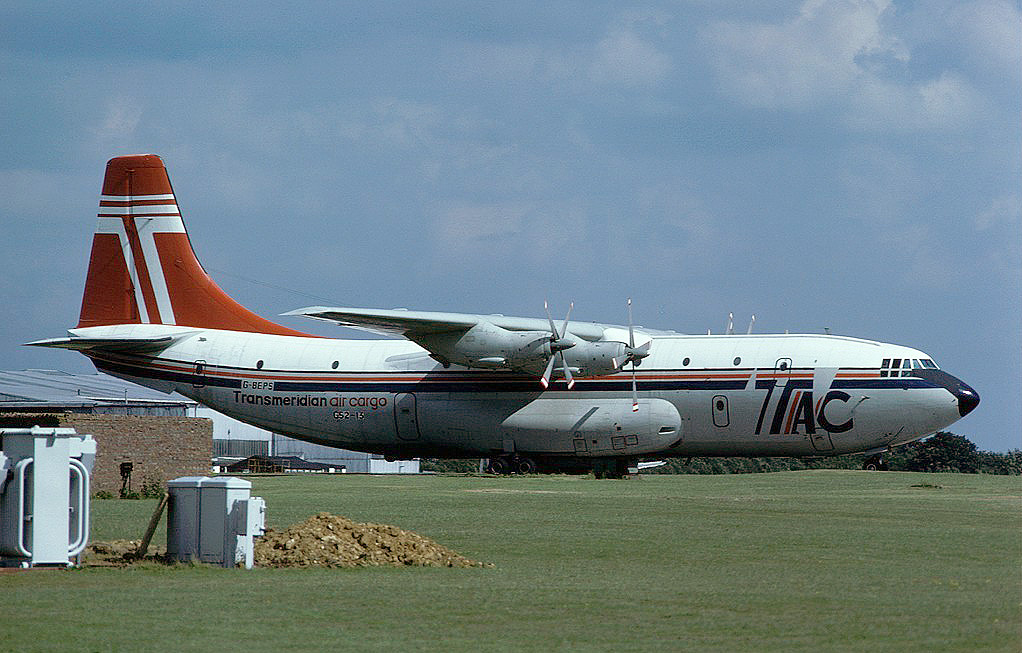
Short Belfast de Transmeridian Air Cargo en Stansted en 1979.

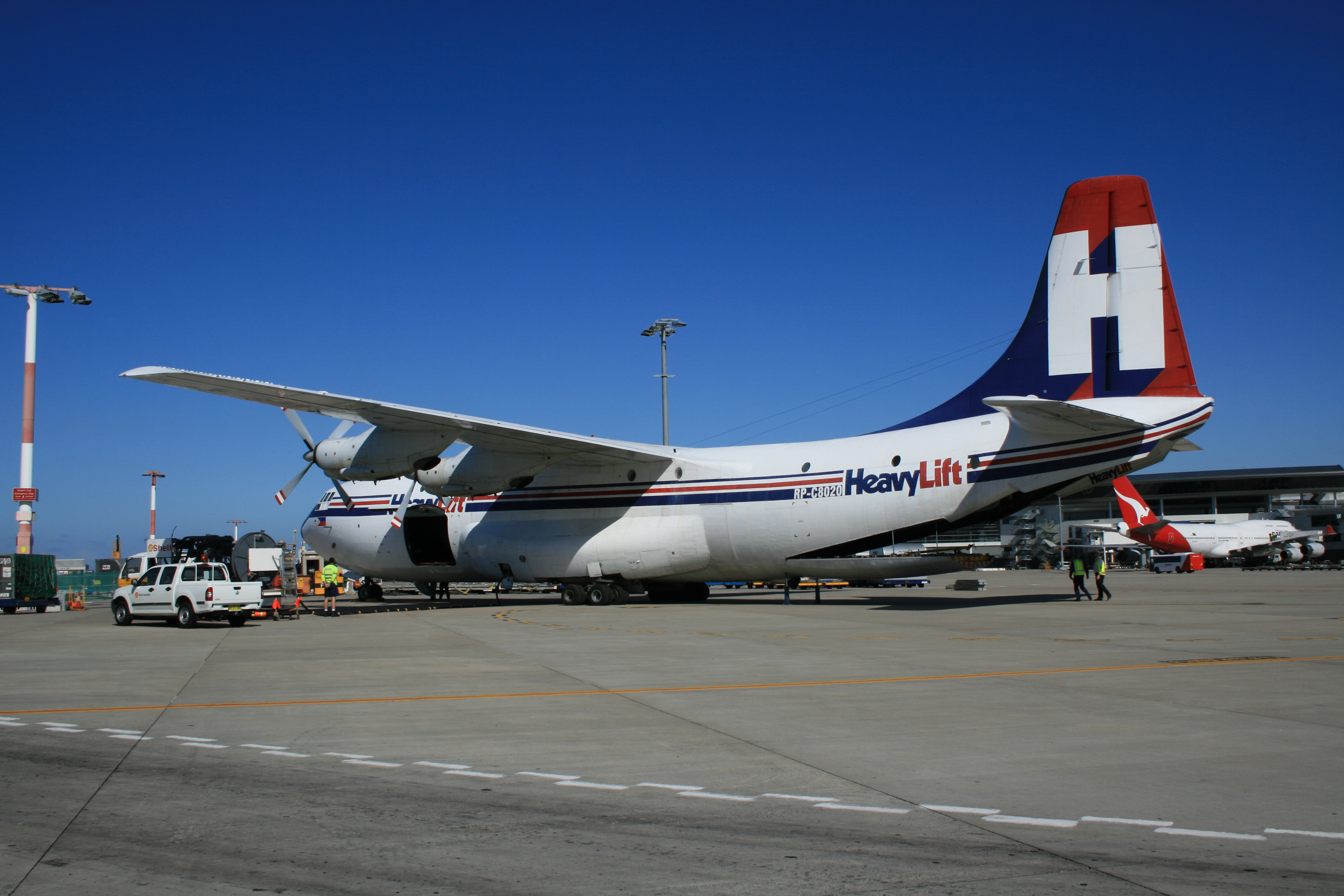
El Belfast es un avión bastante grande, como se puede ver en esta fotografía, si se lo compara con los vehículos y el personal que se encuentra cerca de él.

El 20 de enero de 1966, el Belfast C.1 entró en servicio con el Escuadrón n.º 53 cuando el XR367 (el sexto avión de producción) fue entregado en RAF Brize Norton, en Oxfordshire. Cuatro meses más tarde, el Escuadrón n.º 53 fue trasladado a RAF Fairford, Gloucestershire, para dar paso a las mejoras que se estaban realizando en Brize Norton; regresaron a RAF Brize Norton en 1967. Inusualmente para los aviones de servicio, todos los Belfast recibieron nombres. Después de la entrada del modelo en servicio con la RAF, se hizo evidente que un importante problema de resistencia impedía que los cinco aviones iniciales alcanzaran el rendimiento deseado por Short. Posteriormente se llevaron a cabo modificaciones y pruebas, especialmente en el avión SH1818 (que en ese momento estaba perfeccionando el requerimiento de la RAF para aterrizajes automatizados CAT 3 en RAE Bedford), y se desarrolló un nuevo carenado trasero, que tuvo como resultado aumentar la velocidad de crucero de la flota en 40 mph.
La reorganización del nuevo Mando de Ataque de la RAF iba a tener repercusiones en la flota de Belfast de la RAF y marcó el comienzo del retiro de varios modelos de aviones, incluidos el Bristol Britannia y el De Havilland Comet en 1975. A finales de 1976, la flota de Belfast había sido retirada y volada a RAF Kemble, Gloucestershire, para su almacenamiento a largo plazo.

### Operaciones civiles
TAC HeavyLift compró cinco Belfast para uso comercial en 1977 y operó tres de ellos a partir de 1980, después de haber sido reconstruidos para recibir la certificación comercial. Irónicamente, algunos de ellos fueron fletados más tarde durante la guerra de las Malvinas, y algunas fuentes sugieren que esto costó más que mantener todos los aviones en servicio con la RAF hasta la década de 1990. Los Belfast de HeavyLift fueron contratados nuevamente para apoyar a la RAF durante la primera guerra del Golfo, transportando vehículos y helicópteros demasiado grandes para ser transportados por la flota de Hercules.
Después de ser retirados del servicio con TAC HeavyLift, varios ejemplares estuvieron estacionados en el aeropuerto de Southend durante varios años.
Un avión fue reacondicionado y volado a Australia en 2003, operado por HeavyLift Cargo Airlines. Este avión ya no vuela; a menudo era visible estacionado en la parte de Aviación General del Aeropuerto Internacional de Cairns en Queensland, en compañía de uno o dos de los Boeing 727 de la compañía. Ahora registrado como RP-C8020, fue trasladado al lado de aviación general (oeste) del aeropuerto de Cairns el 19 de agosto de 2011, después de pasar la mayor parte de un año en la plataforma de Cairns International, donde había sido trasladado antes del desguace del restante Boeing 727 (RP-C8016) de la compañía a finales de septiembre de 2010. Los títulos de HeavyLift fueron tapados el 28 de agosto de 2011, pero la matrícula RP-C8020 aún era visible. El avión fue fotografiado intacto, pero sin matrícula visible, en el aeropuerto de Cairns, el 7 de agosto de 2017. Tras el registro ante la FAA como N1819S, el Belfast de Cairns aparentemente está en proceso de restauración para volar y volver al servicio.
Un segundo Belfast, G-BEPS (SH1822), debía haberse unido a él en Australia, después del reacondicionamiento en el aeropuerto de Southend, pero fue desguazado en octubre de 2008. El último Belfast de producción (Enceladus, XR371) se conserva en el Museo de la RAF de Cosford. Este avión fue repintado antes de exhibirse bajo techo en la Exposición Nacional de la Guerra Fría.

## Operadores

### Militares
Reino Unido
- Real Fuerza Aérea

### Civiles
Australia
- HeavyLift Cargo Airlines

 Reino Unido
- TAC HeavyLift
- Transmeridian Air Cargo

## Especificaciones (Belfast C Mk.1)
Referencia datos: Jane's All The World's Aircraft 1969–70

### Características generales
- Tripulación: Cinco (dos pilotos, ingeniero, navegante y jefe de carga)
- Capacidad: 150 soldados (250 con suelo superior desmontable instalado)/35 380 kg de carga
- Longitud: 41,6 m (136,4 ft)
- Envergadura: 48,4 m (158,8 ft)
- Altura: 14,3 m (47 ft)
- Superficie alar: 229,1 m² (2466,1 ft²)
- Perfil alar: raíz: NACA 25017; punta: NACA 4413[27]
- Peso vacío: 57 606 kg (126 963,6 lb)
- Peso máximo al despegue: 104 326 kg (229 934,5 lb)
- Planta motriz: 4× turbohélice Rolls-Royce R.Ty.12 Tyne Mk.101.
  - Potencia: 4270 kW (5887 HP; 5807 CV) cada uno.
- Hélices: Hawker Siddeley Dynamics 4/7000/6 de cuatro palas, de velocidad constante y totalmente abanderables
- Diámetro de la hélice: 4,9 m
- Alargamiento: 10,22

### Rendimiento
- Velocidad máxima operativa (Vno): 567 km/h (352 MPH; 306 kt)
- Velocidad crucero (Vc): 541 km/h (336 MPH; 292 kt) a 7315 m (24 000 pies)
- Velocidad de entrada en pérdida (Vs): 180 km/h (112 MPH; 97 kt)
- Alcance: 1610 km (869 nmi; 1000 mi) con carga máxima
- Alcance en ferry: 9800 km
- Techo de vuelo: 9100 m (29 856 ft)
- Régimen de ascenso: 5,4 m/s (1063 ft/min)

### Aviónica
- Radar meteorológico EKCO E190[28]

## Aeronaves relacionadas

### Aeronaves similares
- Douglas C-133 Cargomaster
- Douglas C-124 Globemaster II
- Lockheed C-130 Hercules
- Antonov An-22

### Secuencias de designación
- Secuencia S_._ (interna de Short, secuencia de la SBAC): ← SC.2 - SC.3 - SC.4 - SC.5 - SC.6 - SC.7 - SC.8 →